# Кулик, Николай Филиппович
Никола́й Фили́ппович Кули́к (16 декабря 1927, Ровное, Зиновьевский округ — 12 февраля 2022) — советский и российский учёный в области освоения nесков аридной зоны. Доктор биологических наук (1971), кандидат сельскохозяйственных наук (1958), профессор. Лауреат Государственной премии СССР в области техники за 1986 год. Заслуженный лесовод Российской Федерации (1996). Отец Константина Николаевича Кулика, советского и российского учёного в области агролесомелиорации, академика РАСХН и РАН.

## Биография
Родился 16 декабря 1927 года в селе Ровное.
В 1949 году окончил Киевского лесохозяйственного института. После этого был направлен в объединение Агролесопроект, где в составе Московской и Прикаспийской экспедиций обследовал Астраханские пески и участвовал в их закреплении и создании защитных государственных лесных полос.
В 1958 году был направлен на научную работу в Ачикулакскую научно-исследовательскую лесную опытную станцию Всесоюзного НИИ агролесомелиорации (село Ачикулак), где на Терско-Кумских песках он провёл всесторонние водно-режимные исследования основных типов песчаных земель и лесных насаждений с использованием собственноручно разработанных методов и приборов (солемеры, конденсомеры, самописцы уровня грунтовых вод и других). Итогом работ стала подготовка и защита в 1958 кандидатской диссертации.
По итогам работы подготовил и в 1958 году защитил кандидатскую диссертацию по теме: «Водный режим Терско-Кумских песков». По результатам защиты присвоена научная степень кандидата сельскохозяйственных наук.
С 1964 по 1981 годы руководил отделом освоения песчаных земель Всесоюзного НИИ агролесомелиорации.
Скончался 12 февраля 2022 года.

## Награды
Николай Филиппович в составе коллектива учёных стал лауреатом Государственной премией СССР в области техники за 1986 год — «за разработку и внедрение методов облесения песков юга и юго-востока европейской части СССР».
В 1996 году ему присвоено почётное звание «Заслуженный лесовод Российской Федерации».

## Труды
Ниже в прямом хронологическом порядке приведён список основных публикаций учёного, в том числе авторефераты и монографии.
- Кулик Н. Ф. Водный режим Терско-Кумских песков : автореф. дис. ... канд. с.-х. наук / Акад. наук СССР. Ин-т леса. — М., 1958. — 16 с.
- Кулик Н. Ф. Водный режим песков аридной зоны. — Л. : Гидрометеоиздат, 1979. — 280 с.